# Cathédrale Saint-Olaf d'Elseneur
Cette  cathédrale n’est pas la seule cathédrale Saint-Olaf.
La cathédrale Saint-Olaf est la cathédrale luthérienne du diocèse d'Elseneur, au Danemark.
Construit sur l'emplacement d'une église romane du XIIIe siècle, l'édifice en brique, de style gothique, est achevé en 1559.